# Karl Hübner
Karl Hübner (n. 24 decembrie 1902, Sighișoara - d. 8 februarie 1981, Brașov) a fost un pictor și grafician sas din România, din 1951 membru al Uniunii Artiștilor Plastici, filiala Brașov.
Tatăl său, Richard Hübner, era funcționar financiar, iar mama sa, Rosa (născută Honigberger), era profesoară de muzică.
În anul 1906 familia s-a mutat la Brașov, unde Karl Hübner a urmat, din 1908, școala primară, gimnaziul și Școala Superioară Comercială, pe care a absolvit-o în 1919.
Pregătirea artistică a început-o cu unchii săi dinspre mamă, Emil și Ernst Honigberger. A urmat din 1920 „Cursul de desen și pictură" prin corespondență al artiștilor berlinezi Albert Knab și Karl Matthies , pe care l-a absolvit în 1922. Între 1926-1927 a studiat la Berlin cu Ernst Honigberger, Erich Wolfsfeld, Eugen Spiro și Bató József. Revenit în România, din 1927 a continuat studiile la Școala de Arte Frumoase din București, având ca profesori pe Gabriel Popescu, Costin Petrescu și Camil Ressu, absolvind în 1930. În anii de studii și până în 1930, pictura sa a fost influențată de impresionism și postimpresionism.
Între anii 1930-1932 a activat la București, expunând regulat în cadrul Saloanelor Oficiale, iar în 1932 s-a întors la Brașov, unde a lucrat ca artist liber profesionist. Prima expoziție personală a deschis-o la Brașov în 1933. Între anii 1935-1937 a expus la Brașov, Sibiu, București și Cluj. Cu prilejul expoziției de la Sibiu, Muzeul Brukenthal i-a achiziționat lucrarea, „Sfântul Sebastian”. După 1930, stilul său a evoluat spre realism.
A fost unul din membrii fondatori ai „Asociației Artiștilor Germani din România Mare” și a participat la expozițiile organizate de asociație în anii 1937 și 1938. Participarea sa la „Expoziția generală a artiștilor germani din România” (Gesamtschau Deutscher Künstler Rumäniens), din 1938, a suscitat ulterior discuții din motive politice.
După al Doilea Război Mondial a expus constant în cadrul expozițiilor colective deschise la Brașov și a organizat mai multe expoziții personale, în anii 1959, 1961, 1968, 1969, 1972, 1975, 1977 și 1979.
Între anii 1945-1965, în creația sa a fost obligat să adopte realismul socialist dar, pe lângă lucrările cu o tematică agreată de regim, a pictat și o serie de tablouri fără încărcătură ideologică. La sfârșitul anilor '60, odată cu liberalizarea vieții artistice, a încercat să-și înnoiască pictura prin abordarea avangardei (cubism, futurism, rayonism).

## Opera
În Monitorul Oficial al României, partea I, Anul XXV - Nr. 546, 29 august 2013 în completările la Inventarul bunurilor mobile care aparțin domeniului public al Județului Brașov au fost incluse și următoarele lucrări ale lui Karl Hübner:
- Strânsul fânului, linogravură, 28 x 46,5 cm,
- Iarnă, linogravură, 25,5 x 33,3 cm
- Cetatea Sighișoarei, linogravuiă, 38,8 x 27,2: 42.3 x 30,4 cm
- Portret de femeie, ulei pe pânză, 81,7 x 65 cm. datat: 1933
- Christos în fața crucii, 115,5 x 81,5 cm, datat: 1936
- Familie, ulei pe pânză, 99,5 x 65,5 cm, datat: 1930